# Siegfried Müller (Journalist)
Siegfried Müller (* 27. Oktober 1923 in Feldkirch-Altenstadt; † 2. April 2014) war ein österreichischer Journalist und Autor. Er war Chefredakteur des Vorarlberger Volksboten und Redakteur des Vorarlberger Volksblatts. Er galt als Doyen der Vorarlberger Journalisten. Müller war Vorstandsmitglied des Vorarlberger Presseclubs (VPC) und seit 1993 dessen Ehrenmitglied.